# Tanahu (huyện)
Tanahu (tiếng Nepal:तनहू) là một huyện thuộc khu Gandaki, vùng Tây Nepal, Nepal. Huyện này có diện tích 1546 km², dân số thời điểm năm 2001 là 315237 người.

## Dân số
Biến động dân số giai đoạn 1952-2001:
| Năm    | 1952   | 1961   | 1971   | 1981   | 1991   | 2001   |
| ------ | ------ | ------ | ------ | ------ | ------ | ------ |
| Dân số | 113677 | 127642 | 158139 | 223438 | 268073 | 315237 |